# Andoni Imaz
Andoni Imaz Garmendia (San Sebastián, 5 de septiembre de 1971) es un exfutbolista español que jugó de centrocampista defensivo en la Real Sociedad y Athletic Club. Con estos dos equipos, disputó un total de 225 partidos en la Primera División a lo largo de 11 temporadas.

## Biografía
Imaz residió durante su infancia y juventud en la localidad guipuzcoana de Villabona. Durante su infancia fue un prometedor ciclista, aunque finalmente se decantó por la práctica del fútbol.
Debutó en la Primera división española, el 8 de septiembre de 1991, en un partido contra el Real Zaragoza. Perteneció a la misma generación que Bittor Alkiza, Luis Pérez o Imanol Alguacil, jugadores de la cantera realista que debutaron a la vez en el primer equipo de la Real. En siete temporadas jugó un total de 197 partidos en Primera división -7 goles-, llegando a 221 partidos en total en la Real Sociedad. Sólo en la temporada 1996-97 fue apartado de la titularidad y utilizado como primer recambio de los titulares. Durante sus años como realista obtuvo como resultados más destacados un 5.º puesto en Liga en la temporada de su debut, que valió a la Real Sociedad un puesto en la Copa de la UEFA, y un 3.er puesto en su última campaña como realista, que valió a su club también el pase a la Copa de la UEFA.
En 1998 finalizaba su contrato con la Real Sociedad, e Imaz optó por no renovarlo y con la carta de libertad en la mano, se fue al Athletic Club. El equipo bilbaíno se había clasificado para disputar la Liga de Campeones y buscaba formar una plantilla de gran nivel. El 12 de agosto de 1998, el día de su debut en el conjunto rojiblanco, marcó el único gol del equipo rojiblanco en la derrota por 2 a 1 ante el Dinamo Tiflis en la ronda previa. Finalmente, el equipo bilbaíno ganó 1 a 0 en San Mamés y se clasificó para la fase de grupos de la Liga de Campeones. El 12 de septiembre, en su debut en Liga en San Mamés, marcó uno de los goles en la victoria ante el Racing de Santander. Con el paso de los meses, pasó a tener poca continuidad en el equipo. De hecho, en su tercera temporada en el club sólo participó en tres encuentros, mientras que, en la 2001-02 estuvo en blanco. Colgó las botas en 2002, sin haber cumplido los 31 años de edad.
Tras su retirada, Imaz se metió en el mundo de la política. Fue, durante la legislatura 2003-2007, el concejal de Deportes del Ayuntamiento de Tolosa por el Partido Nacionalista Vasco. Por otro lado, entre 2013 y 2019, fue delegado del Athletic Club llegando a ser elegido como el mejor delegado de La Liga en 2014.

## Selección nacional
Fue internacional sub-21 en trece ocasiones, entre 1992 y 1994. También jugó un encuentro internacional con la selección nacional absoluta en una ocasión. Javier Clemente le llamó para la disputa de un amistoso, en Las Palmas, contra México el 27 de enero de 1993, que se saldó con empate a 1.
Por otro lado, disputó 4 partidos amistosos con la selección de Euskadi entre 1993 y 1997.

## Clubes
| Club              | País   | Año       |
| ----------------- | ------ | --------- |
| Real Sociedad "B" | España | 1990-1991 |
| Real Sociedad     | España | 1991-1998 |
| Athletic Club     | España | 1998-2002 |